# Athanasios Tsoukas

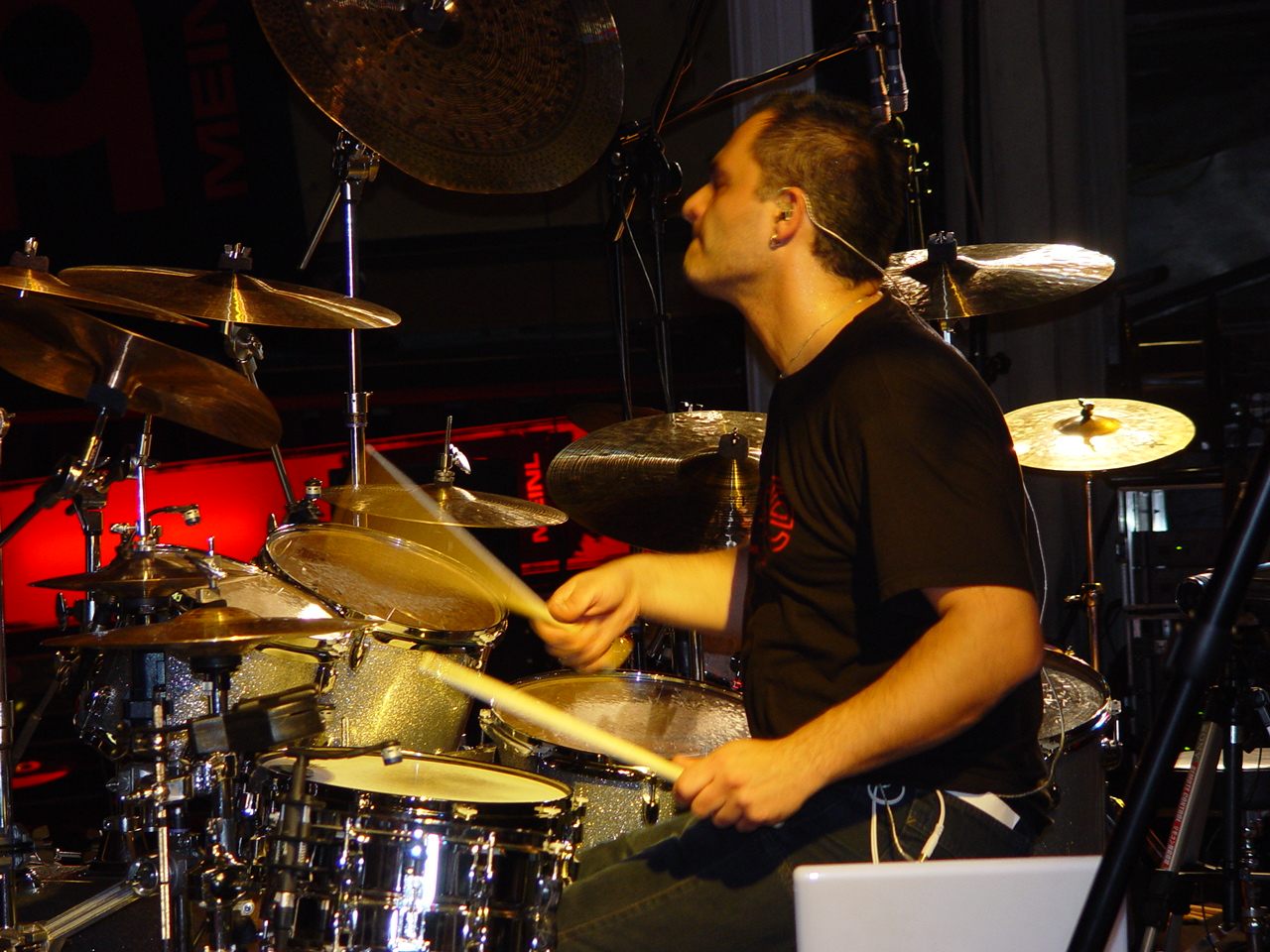
Zacky Live bei den Ludwigsburger Trommeltagen, 2006

Athanasios „Zacky“ Tsoukas ist ein in Griechenland geborener Schlagzeuger.
Im Alter von 10 Jahren fing er an zu trommeln, nachdem er mit seinem Onkel griechische Musik gemacht und bei einem ungarischen Lehrer in Deutschland fünf Unterrichtsstunden genommen hatte.

## Biografie
1989 nahm er mit der Band Attack seine erste CD auf, zwei weitere CDs mit „Attack“ folgten. 1995 stieg Zacky bei John Hayes (Gitarrist von Mother’s Finest) ein. Im Jahr 1996 war er in Los Angeles als Gaststudent am MI für (Music Institute), 1998 folgte eine Juliane-Werding-Tour in Deutschland. Im selben Jahr spielte Zacky die „5000 Watts“ CD ein.
Im Jahr 2000 spielte er mit der Band Fair Warning im Vorprogramm von Status Quo und anschließend eine Japan-Tournee. Im Anschluss daran stieg er bei der Band Soul Doctor ein, mit der er 3 CDs einspielte. Es folgte eine erneute Japan-Tour, zwei Europa-Tourneen und diverse Festivals.
Im Jahr 2002 spielte Zacky eine Welttour mit dem afghanischen Sänger Farhad Darya. 2003 engagierte der italienische Sänger Al Bano den griechischen Drummer. Mit ihm spielte Zacky 2005 eine Welttour. Im selben Jahr bekam er den Auftrag, die neue CD von Al Banos Tochter, Christel Carrisi, einzutrommeln. Des Weiteren spielte Zacky mit der Schweizer Sängerin und Schauspielerin Mia Aegerter eine Deutschland-Tour zusammen mit Ronan Keating sowie eine Schweiz-Tour und verschiedene Festivals.
Ab 2004 war er fester Drummer der Helmut Zerlett Band.
Aktuell ist Zacky wieder bei der Band Soul Doctor eingestiegen. Außerdem war er bis 2016 festes Mitglied der Band Errorhead. Errorhead war die Band des Gitarristen Marcus Deml, der 2005 vom „Guitar Player“ Magazin zu einem der Top 3 „Guitar Heros“ 2005 gewählt wurde.
Zwischen 2017 und 2018 war Zacky Schlagzeuger der Metalband „Almanac“ um Gitarrist Victor Smolski, mit denen er das aktuelle Album „Kingslayer“ aufgenommen hat.

## Diskografie (Auszüge)
- 1989: Attack – Destinies of War (ZYX Music)
- 1994: Attack – Revitalize (Iceland Records)
- 1995: Attack – The Secret Place (Iceland Records)
- 1997: 5000 Watts – Life of Choice (High Gain Records)
- 1998: Mickey Meinert – Alles ohne Gewähr (Blaze Records)
- 1999: John Hayes – Don’t Ya Wanna (Goodlife Records)
- 2000: John Hayes – Feel Tension Release (Goodlife Records)
- 2001: Soul Doctor – Soul Doctor (Masacre Records)
- 2002: Soul Doctor – Systems Go Wild (Point Musik)
- 2005: Soul Doctor – For a Fistful of Dollars (Frontiers Records)
- 2006: Zacky – Ka Lei Dos Cope (Fuego Records)
- 2007: Mafuba – Nothing Comes to the End (7hard)
- 2008: Errorhead – Modern Hippie (Lion Music)
- 2010: Errorhead – Modern Hippies Live at Your Home (Live-DVD, Eigenvertrieb)
- 2010: Errorhead – Live (live, House-Master-Records)
- 2012: Errorhead – Organic Pill (Rock The Earth)
- 2014: Errorhead – Evolution (Lighthouse Records)
- 2017: Mickey Meinert – Bewegung (Timezone)[2]
- 2017: Almanac – Kingslayer (Nuclear Blast)

## Equipment
- Drums: Pearl[3]
- Felle: Remo[4]
- Cymbals: Istanbul Mehmet[5]
- Sticks: Wincent[6]
- Mikrofone: Beyerdynamic